# ارمنستان (استان رومی)
ارمنستان (به لاتین: Armenia) یکی از استان‌هایی بود که ــ هر چند برای مدّتی مختصر و به‌صورت نوسانی ــ متعلق به امپراتوری روم بود و شامل قلمروهای امروزین ترکیه شرقی، ارمنستان، گرجستان، آذربایجان و بخش کوچکی از شمال‌غربی ایران می‌شد.
استان ارمنستان توسط امپراتور ترایانوس در سال ۱۱۴ میلادی به صورت یک استان رومی درآمد و تا زمان مرگ او در ۱۱۷ همچنان متعلق به روم باقی‌ماند تا این‌که در این سال جانشین وی، هادریانوس، آنرا به شاهنشاهی اشکانی بازپس داد. این استان باردیگر در پایان لشکرکشی لوسیوس وروس به ایران جزئی از امپراتوری روم شد. ارمنستان همواره مورد نزاع شاهنشاهی‌های اشکانی و ساسانی، و بهانه بسیاری از جنگ‌های ایران و روم بود.